# Elisabet Siewert-Miller
Ingrid Elisabet Siewert-Miller, född 2 januari 1932 i Hässleholm är en svensk målare, grafiker och tecknare.
Hon är dotter till distriktschefen SH Siewert och Brita Elmgren-Warnberg och från 1953 gift med den amerikanska affärsmannen Roger H Miller. Under språkstudier i England 1949 och Frankrike 1951–1952 började hon intressera sig för konst och hon började måla under en resa till Spanien 1953. Efter sitt giftermål och flytten till Amerika studerade hon målning under fyra års tid för Paulo Wieghardt vid Evanston Art Center och ett år vid en grafikskola. Separat ställde hon bland annat ut i Winnetka, Illinois 1961, Chicago 1960, Galleri Maneten i Göteborg 1964 och hon medverkade i samlingsutställningar i Evanston Art Center, Illinois, Art Institute of Chicago 1959–1964, Orchard Art Festival i Skokie 1960–1964 och utställningar arrangerade av Renaissance Society i Chicago University 1960–1963 samt utställningen Återblick som visades på Galleri Maneten. Hennes konst består av ett lyriskt landskapsmåleri med suggestiva kompositioner, djupa skogar, ljusa nordiska sommarnätter, mossklädda klippstränder samt komiska och marina fantasiupplevelser.